# 纽约书评
《纽约书评》（英語：The New York Review of Books，缩写为）是一本在美国纽约市发行的半月刊，内容涉及文学、文化以及时事。杂志的出发点是：对重要书籍的讨论本身就是不可或缺的文学活动。2003年，《纽约书评》的发行量超过了115,000份。
《纽约书评》杂志由羅伯特·史威爾斯、杰森·爱泼斯坦、芭芭拉·爱泼斯坦、洛威尔夫妇（罗伯特和伊丽莎白）在1963年的纽约出版界罢工中创办。杂志首刊文章的作者包括：W.H. Auden、Elizabeth Hardwick、汉娜·阿伦特、Edmund Wilson、苏珊·桑塔格、Robert Penn Warren、Lillian Hellman、Norman Mailer、戈尔·维达尔、索尔·贝娄、Robert Lowell、Truman Capote、William Styron和Mary McCarthy。杂志得到了公众热情的回应，几乎所有已印刷的都被售出，同时杂志社还收到数千封来信要求继续出版。
在接受《上海书评》的采访中，西尔弗斯谈到《纽约书评》与《纽约时报书评》、《泰晤士报文学增刊》、《伦敦书评》的区别：
我们很不一样。《泰晤士报文学增刊》、《纽约时报书评》希望达到的是一种全面性，他们试图在一定水准上涵盖一切领域的重要书籍。当然我很尊重他们的做法，也知道他们的难处，但我们不会这样，我只发我感兴趣的书评，或是我的朋友、作者会感兴趣的书评。我拿到一本书，会把脑海里那一百多个名字过一遍，谁能写书评？而不是拿到一本书，一定要找到随便哪个人写书评。有些重要的书如果找不到合适的作者，我们就不得不放弃这个选题。更多的是平庸的书，我们的作者不屑于写评论。所以我们肯定会漏掉很多书。
《伦敦书评》最初是我们创办的，但是因为运营成本太高，很快就让它独立了。《伦敦书评》是杰出女性的成就（主编玛丽·凯-维尔梅斯），书评经常提出精彩而令人振奋的问题。他们发展得很好，有高质量的作者队伍，我们也分享很多作者，比如小说家科尔姆·托宾等等。我不相信独家作者的说法，我不会对作者说“你只能为我们写，不能为其他刊物写”。
《纽约书评》是美国东海岸自由左派知识分子的大本营，以率先反对越战成为媒体楷模；1970年发表了诺姆·乔姆斯基的一些政治作品。21世纪初，杂志又开始担当批评美国总统小布什的角色。“对政府保持怀疑精神”是该刊坚持的立场。
除了政治社会方面的评论外，《纽约书评》认为作家应该抒写当代事件，知名作家琼·狄迪恩（Joan Didion）1983年去了南美的萨尔瓦多，描写了恐怖的内战气氛。她还去了迈阿密，调查古巴流亡者，同样写到了在卡斯特罗政权下的那种恐惧。文学想象能够敏锐地呈现社会、政治、文化的深层现实，这其中的微妙性能够超越学者的理性分析或是记者的客观报道。《纽约书评》还派玛丽·麦卡锡去了越战中的西贡，发表了奈保尔写中东、南美、印度、非洲的许多文字。小说家、诗人描写当代事件是《纽约书评》从过去到现在的重要组成部分。
《纽约书评》有时候会挑选一些文章重印成带有“NYRB”印记的小册子。